# Dov Chenin
Dov Chenin, hebrejsky דב חנין‎ (narozen 10. ledna 1958 Petach Tikva), je izraelský politik a poslanec Knesetu za stranu Chadaš.

## Biografie
Bydlí v Tel Avivu. Je ženatý, má tři děti. Studoval právo na Hebrejské univerzitě, v roce 2000 získal doktorát z politologie na Telavivské univerzitě a v roce 2002 dokončil postdoktorandské studium na Oxfordské univerzitě. Hovoří hebrejsky, anglicky a francouzsky. Sloužil v Izraelské obranné sílyizraelské armádě, kde dosáhl hodnosti First Sergeant (Rav Samal). Jeho otcem byl David Chenin, jeden z předáků izraelských komunistů.

## Politická dráha
V letech 1984–2004 působil jako advokát, v letech 2004–2006 jako předseda programu pro environmentální právo při právní fakultě Telavivské univerzity. V letech 2003–2006 předsedal střechové organizaci sdružující izraelské ekologické iniciativy. Působil jako editor časopisu Vital Signs.
Do Knesetu nastoupil po volbách roku 2006, ve kterých kandidoval za stranu Chadaš. V letech 2006–2009 působil v parlamentním výboru pro záležitosti vnitra a životního prostředí a výboru pro práva dětí. Mandát obhájil ve volbách roku 2009. Po nich zasedl jako člen výboru pro záležitosti vnitra a životního prostředí a překladatelského výboru. Ve volbách v roce 2013 svůj mandát obhájil.
Mandát obhájil rovněž ve volbách v roce 2015, nyní za alianci převážně arabských menšinových stran Sjednocená kandidátka, do níž se zapojila i strana Chadaš.